# Ichneumon primatorius
Ichneumon primatorius är en stekelart som beskrevs av Forster 1771. Ichneumon primatorius ingår i släktet Ichneumon och familjen brokparasitsteklar. Arten är reproducerande i Sverige. Utöver nominatformen finns också underarten I. p. grandis.